# Liste der Olympiasieger im Radsport/Medaillengewinner Straße
Diese Liste ist Teil der Liste der Olympiasieger im Radsport. Sie führt sämtliche Medaillengewinner in Wettbewerben im Straßenradsport bei Olympischen Sommerspielen auf. Gegliedert ist sie einerseits nach Geschlecht, andererseits nach aktuellen und nicht mehr ausgetragenen Disziplinen.

## Männer

### Aktuelle Disziplinen

#### Straßenrennen
| Olympia | Gold                     | Silber              | Bronze               |
| ------- | ------------------------ | ------------------- | -------------------- |
| 1896    | Aristidis Konstantinidis | August Gödrich      | Edward Battel        |
| 1906    | Fernand Vast             | Maurice Bardonneau  | Edmond Luguet        |
| 1936    | Robert Charpentier       | Guy Lapébie         | Ernst Nievergelt     |
| 1948    | José Beyaert             | Gerrit Voorting     | Lode Wouters         |
| 1952    | André Noyelle            | Robert Grondelaers  | Edi Ziegler          |
| 1956    | Ercole Baldini           | Arnaud Geyre        | Alan Jackson         |
| 1960    | Wiktor Kapitonow         | Livio Trapè         | Willy Vanden Berghen |
| 1964    | Mario Zanin              | Kjell Rodian        | Walter Godefroot     |
| 1968    | Pierfranco Vianelli      | Leif Mortensen      | Gösta Pettersson     |
| 1972    | Hennie Kuiper            | Clyde Sefton        | nicht vergeben       |
| 1976    | Bernt Johansson          | Giuseppe Martinelli | Mieczysław Nowicki   |
| 1980    | Sergei Suchorutschenkow  | Czesław Lang        | Juri Barinow         |
| 1984    | Alexi Grewal             | Steve Bauer         | Dag Otto Lauritzen   |
| 1988    | Olaf Ludwig              | Bernd Gröne         | Christian Henn       |
| 1992    | Fabio Casartelli         | Erik Dekker         | Dainis Ozols         |
| 1996    | Pascal Richard           | Rolf Sørensen       | Maximilian Sciandri  |
| 2000    | Jan Ullrich              | Alexander Winokurow | Andreas Klöden       |
| 2004    | Paolo Bettini            | Sérgio Paulinho     | Axel Merckx          |
| 2008    | Samuel Sánchez           | Fabian Cancellara 1 | Alexander Kolobnew   |
| 2012    | Alexander Winokurow      | Rigoberto Urán      | Alexander Kristoff   |
| 2016    | Greg Van Avermaet        | Jakob Fuglsang      | Rafał Majka          |
| 2020    | Richard Carapaz          | Wout van Aert       | Tadej Pogačar        |
| 2024    | Remco Evenepoel          | Valentin Madouas    | Christophe Laporte   |

#### Einzelzeitfahren
| Olympia | Gold                   | Silber            | Bronze             |
| ------- | ---------------------- | ----------------- | ------------------ |
| 1912    | Rudolph Lewis          | Frederick Grubb   | Carl Schutte       |
| 1920    | Harry Stenqvist        | Henry Kaltenbrunn | Fernand Canteloube |
| 1924    | Armand Blanchonnet     | Rik Hoevenaers    | René Hamel         |
| 1928    | Henry Hansen           | Frank Southall    | Gösta Carlsson     |
| 1932    | Attilio Pavesi         | Guglielmo Segato  | Bernhard Britz     |
| 1996    | Miguel Indurain        | Abraham Olano     | Chris Boardman     |
| 2000    | Wjatscheslaw Jekimow   | Jan Ullrich       | 1                  |
| 2004    | Wjatscheslaw Jekimow 2 | Bobby Julich      | Michael Rogers     |
| 2008    | Fabian Cancellara      | Gustav Larsson    | Levi Leipheimer    |
| 2012    | Bradley Wiggins        | Tony Martin       | Chris Froome       |
| 2016    | Fabian Cancellara      | Tom Dumoulin      | Chris Froome       |
| 2020    | Primož Roglič          | Tom Dumoulin      | Rohan Dennis       |
| 2024    | Remco Evenepoel        | Filippo Ganna     | Wout van Aert      |

### Nicht mehr ausgetragen

#### Mannschaftswertung
Hierbei handelte es sich um eine Mannschaftswertung, die aus den Einzelergebnissen des Straßenrennens ermittelt wurden.
| Olympia | Gold                                                                             | Silber                                                                    | Bronze                                                                    |
| ------- | -------------------------------------------------------------------------------- | ------------------------------------------------------------------------- | ------------------------------------------------------------------------- |
| 1912    | Schweden Johan Erik Friborg Algot Lönn Ragnar Malm Axel Persson                  | Großbritannien Frederick Grubb William Hammond Leon Meredith Charles Moss | Vereinigte Staaten Albert Krushel Walden Martin Alvin Loftes Carl Schutte |
| 1920    | Frankreich Fernand Canteloube Georges Detreille Marcel Gobillot Achille Souchard | Schweden Sigfrid Lundberg Ragnar Malm Axel Persson Harry Stenqvist        | Belgien Albert De Bunné Jean Janssens André Vercruysse Albert Wyckmans    |
| 1924    | Frankreich Armand Blanchonnet René Hamel Georges Wambst                          | Belgien Rik Hoevenaers Alphonse Parfondry Jean van den Bosch              | Schweden Erik Bohlin Ragnar Malm Gunnar Sköld                             |
| 1928    | Dänemark Henry Hansen Orla Jørgensen Leo Nielsen                                 | Großbritannien Jack Lauterwasser John Middleton Frank Southall            | Schweden Gösta Carlsson Erik Jansson Georg Johnsson                       |
| 1932    | Königreich Italien Giuseppe Olmo Attilio Pavesi Guglielmo Segato                 | Dänemark Henry Hansen Leo Nielsen Frode Sørensen                          | Schweden Arne Berg Bernhard Britz Sven Höglund                            |
| 1936    | Frankreich Robert Charpentier Robert Dorgebray Guy Lapébie                       | Schweiz Edgar Buchwalder Ernst Nievergelt Kurt Ott                        | Belgien Auguste Garrebeek Armand Putzeys Jean-François Van Der Motte      |
| 1948    | Belgien Léon De Lathouwer Eugeen Van Roosbroeck Lode Wouters                     | Großbritannien Bob Maitland Ian Scott Gordon Thomas                       | Frankreich José Beyaert Jacques Dupont Alain Moineau                      |
| 1952    | Belgien Robert Grondelaers André Noyelle Lucien Victor                           | Italien Dino Bruni Gianni Ghidini Vincenzo Zucconelli                     | Frankreich Jacques Anquetil Claude Rouer Alfred Tonello                   |
| 1956    | Frankreich Arnaud Geyre Maurice Moucheraud Michel Vermeulin                      | Großbritannien Stan Brittain Bill Holmes Alan Jackson                     | Deutschland Reinhold Pommer Gustav-Adolf Schur Horst Tüller               |

#### Mannschaftszeitfahren
| Olympia | Gold                                                                               | Silber                                                                                    | Bronze                                                                            |
| ------- | ---------------------------------------------------------------------------------- | ----------------------------------------------------------------------------------------- | --------------------------------------------------------------------------------- |
| 1960    | Italien Antonio Bailetti Ottavio Cogliati Giacomo Fornoni Livio Trapè              | Deutschland Egon Adler Erich Hagen Günter Lörke Gustav-Adolf Schur                        | Sowjetunion Wiktor Kapitonow Jewgeni Klewzow Juri Melichow Alexei Petrow          |
| 1964    | Niederlande Evert Dolman Gerben Karstens Jan Pieterse Bart Zoet                    | Italien Severino Andreoli Luciano Dalla Bona Pietro Guerra Ferruccio Manza                | Schweden Sven Hamrin Erik Pettersson Gösta Pettersson Sture Pettersson            |
| 1968    | Niederlande Fedor den Hertog Jan Krekels René Pijnen Joop Zoetemelk                | Schweden Erik Pettersson Gösta Pettersson Tomas Pettersson Sture Pettersson               | Italien Giovanni Bramucci Vittorio Marcelli Mauro Simonetti Pierfranco Vianelli   |
| 1972    | Sowjetunion Waleri Jardy Gennadi Komnatow Waleri Lichatschow Boris Schuchow        | Polen Edward Barcik Lucjan Lis Stanisław Szozda Ryszard Szurkowski                        | nicht vergeben                                                                    |
| 1976    | Sowjetunion Uladsimir Kaminski Aavo Pikkuus Waleri Tschaplygin Anatolij Tschukanow | Polen Mieczysław Nowicki Tadeusz Mytnik Stanisław Szozda Ryszard Szurkowski               | Dänemark Verner Blaudzun Gert Frank Jørgen Emil Hansen Jørn Lund                  |
| 1980    | Sowjetunion Anatoli Jarkin Juri Kaschirin Oleg Logwin Sergei Schelpakow            | Deutsche Demokratische Republik Falk Boden Bernd Drogan Hans-Joachim Hartnick Olaf Ludwig | Tschechoslowakei Michal Klasa Vlastibor Konečný Alipi Kostadinov Jiří Škoda       |
| 1984    | Italien Marcello Bartalini Marco Giovannetti Eros Poli Claudio Vandelli            | Schweiz Alfred Achermann Richard Trinkler Laurent Vial Benno Wiss                         | Vereinigte Staaten Ron Kiefel Roy Knickman Davis Phinney Andrew Weaver            |
| 1988    | Deutsche Demokratische Republik Uwe Ampler Mario Kummer Maik Landsmann Jan Schur   | Polen Joachim Halupczok Zenon Jaskuła Marek Leśniewski Andrzej Sypytkowski                | Schweden Anders Jarl Björn Johansson Jan Karlsson Michel Lafis                    |
| 1992    | Deutschland Bernd Dittert Christian Meyer Uwe Peschel Michael Rich                 | Italien Flavio Anastasia Luca Colombo Gianfranco Contri Andrea Peron                      | Frankreich Hervé Boussard Didier Faivre-Pierret Philippe Gaumont Jean-Louis Harel |

## Frauen

### Straßenrennen
| Olympia | Gold                          | Silber                 | Bronze               |
| ------- | ----------------------------- | ---------------------- | -------------------- |
| 1984    | Connie Carpenter-Phinney      | Rebecca Twigg          | Sandra Schumacher    |
| 1988    | Monique Knol                  | Jutta Niehaus          | Laima Zilporytė      |
| 1992    | Kathy Watt                    | Jeannie Longo-Ciprelli | Monique Knol         |
| 1996    | Jeannie Longo-Ciprelli        | Imelda Chiappa         | Clara Hughes         |
| 2000    | Leontien Zijlaard-van Moorsel | Hanka Kupfernagel      | Diana Žiliūtė        |
| 2004    | Sara Carrigan                 | Judith Arndt           | Olga Sljussarewa     |
| 2008    | Nicole Cooke                  | Emma Johansson         | Tatiana Guderzo      |
| 2012    | Marianne Vos                  | Elizabeth Armitstead   | Olga Sabelinskaja    |
| 2016    | Anna van der Breggen          | Emma Johansson         | Elisa Longo Borghini |
| 2020    | Anna Kiesenhofer              | Annemiek van Vleuten   | Elisa Longo Borghini |
| 2024    | Kristen Faulkner              | Marianne Vos           | Lotte Kopecky        |

### Einzelzeitfahren
| Olympia | Gold                          | Silber                 | Bronze                 |
| ------- | ----------------------------- | ---------------------- | ---------------------- |
| 1996    | Sülfija Sabirowa              | Jeannie Longo-Ciprelli | Clara Hughes           |
| 2000    | Leontien Zijlaard-van Moorsel | Mari Holden            | Jeannie Longo-Ciprelli |
| 2004    | Leontien Zijlaard-van Moorsel | Deirdre Demet-Barry    | Karin Thürig           |
| 2008    | Kristin Armstrong             | Emma Pooley            | Karin Thürig           |
| 2012    | Kristin Armstrong             | Judith Arndt           | Olga Sabelinskaja      |
| 2016    | Kristin Armstrong             | Olga Sabelinskaja      | Anna van der Breggen   |
| 2020    | Annemiek van Vleuten          | Marlen Reusser         | Anna van der Breggen   |
| 2024    | Grace Brown                   | Anna Henderson         | Chloé Dygert           |